# Willy Pasini
Willy Pasini (Milano, 2 marzo 1938) è uno psichiatra e sessuologo italiano, autore di numerosi libri.

## Biografia
Pasini è noto al grande pubblico per le partecipazioni al Maurizio Costanzo Show e a numerose trasmissioni televisive e radiofoniche. Nel 2006 è stato candidato, con un programma personale incentrato sulla tradizione enogastronomica regionale, alle elezioni politiche tra le file della Lega Nord. È docente di Psichiatria e di Psicologia medica alla Facoltà di Medicina dell'Università di Ginevra e a quella di Milano e fondatore della Federazione Europea di Sessuologia.
Dal 1973 ha lavorato come esperto all'Organizzazione Mondiale della Sanità (WHO/OMS) per i programmi di Family Health and Sex Education.
Autore di molti libri (tra cui gli ultimi nove best seller Arnoldo Mondadori Editore) tradotti in dieci lingue e di 40 pubblicazioni scientifiche.
Pasini si occupa di psichiatria, psicologia medica, ginecologia psicosomatica, sessuologia clinica, malattie psicosomatiche e psicoterapia.
Sposato, con due figli, è stato nominato Cavaliere e Commendatore al merito della Repubblica Italiana.

## Pubblicazioni
- 1989 - Psico Golf
- 1990 - Intimità. Al di là dell'amore e del sesso
- 1991 - La qualità dei sentimenti
- 1993 - Volersi bene, volersi male
- 1994 - Il cibo e l'amore
- 1995 - A che cosa serve la coppia?
- 1996 - I tempi del cuore
- 1997 - Desiderare il desiderio. Come accenderlo, come ritrovarlo
- 1998 - La vita è semplice
- 1999 - Il coraggio di cambiare
- 2001 - L'autostima
- 2002 - Nuovi comportamenti amorosi
- 2003 - Gelosia
- 2004 - La vita a due: la coppia a venti, quaranta e sessant'anni
- 2005 - Dietro la bellezza
- 2006 - Uomini da amare
- 2007 - Amori infedeli - Psicologia del tradimento, Mondadori, Milano ISBN 978-88-04-58578-7
- 2009 - La riscoperta dell'intimità
- 2011 - La seduzione è un'arma divina

## Filmografia
- Tomboy - I misteri del sesso, regia di Claudio Racca (1977)